# Automeris bilineata
Automeris bilineata é uma espécie de mariposa do gênero Automeris, da família Saturniidae.
Sua ocorrência foi registrada no Brasil.